# Bloedbad van Chatyn
Hatyń, Hatin, Khatyn, Chatyn (Russisch en Wit-Russisch: Хатынь) is een voormalig Wit-Russisch dorp, dat in de Tweede Wereldoorlog met de grond gelijk gemaakt is.

## Geschiedenis

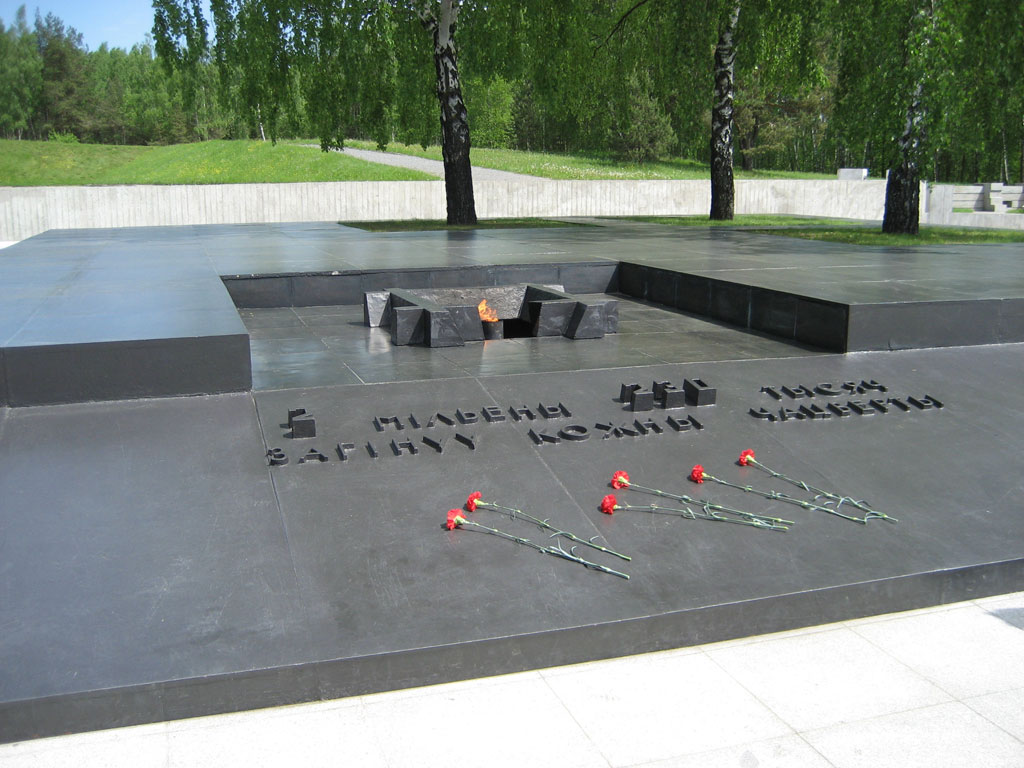
De "eeuwige vlam" ter nagedachtenis aan het bloedbad van Chatyn

Op 22 maart 1943 werden alle inwoners van Chatyn alsmede hun bezoek, in totaal 149 mensen, onder wie 75 kinderen jonger dan 16 jaar, door de nazi's in een schuur levend verbrand. De directe aanleiding van dit incident was de beschieting, in de vroege morgen van die dag, van een oprukkende nazi-colonne, het 118. Schutzmannschaft Battalion, op zes kilometer van het dorp. Daarbij kwamen één SS-officier, de oud-atleet Hans Woellke, en drie collaborateurs om. Bij deze aanslag was geen der inwoners van Chatyn betrokken.

## Overlevenden
De meisjes Marija Fedarovitsj en Joelija Klimovitsj waren twee van de vijf overlevenden van dit drama. Zij werden door inwoners van het aangrenzende dorp Chvarasteni meer dood dan levend in de bossen gevonden. Enige dagen later kwamen de meisjes om het leven toen dat dorp hetzelfde lot als Chatyn onderging. Anton Baranovski overleefde het bloedbad onder het lichaam van zijn dode moeder. Het zwaargewonde en verbrande kind werd door de inwoners van een naburig dorp gered. Na de oorlog werd hij in het kindertehuis Pletsjanitsy grootgebracht. De 56-jarige dorpssmid Iosif Kaminski overleefde eveneens de slachting. Diep in de nacht, toen de nazi's al in geen velden of wegen meer te bekennen waren, vond hij tussen de lijken zijn zoon. Deze stierf volgens overlevering in zijn armen. Dit tafereel is vervat in het beeld van de vader die zijn kind draagt. Ook de twaalfjarige Viktar Zjelabkovitsj overleefde.

## Symbool
In breder perspectief bezien kan gesteld worden dat beide dorpen werden vernietigd in het kader van het Generalplan Ost. In de Sovjet-Unie was Chatyn een symbool van de genocide op de Wit-Russische burgerbevolking. 5295 dorpen werden eveneens verwoest, waarvan tientallen meerdere malen; soms tot vijf keer toe. In 618 dorpen is de bevolking levend verbrand. 136 dorpen zijn nooit meer opgebouwd. Meer dan 2.230.000 Wit-Russen (één vierde van de totale Wit-Russische bevolking) overleefden de nazibezetting niet. Ter herinnering aan de gebeurtenissen in Chatyn is een vijftal monumenten opgericht.
Volgens sommige commentatoren zou Chatyn door de Sovjets als symbool voor deze genocide zijn aangewezen om verwarring te zaaien met het door henzelf aangerichte bloedbad van Katyn, waarvan de naam bijna gelijk is. In de Grote Sovjetencyclopedie werd het bloedbad van Chatyn wel vermeld maar het bloedbad van Katyn niet.

## Bezoekers
Bij de buitenlandse leiders die bij hun bezoek aan de Sovjet-Unie Chatyn bezochten, zijn te noemen: Fidel Castro, Rajiv Gandhi, Yasser Arafat en Jiang Zemin, naast ook Richard Nixon.